# Légué
Ne doit pas être confondu avec Léguer.
Le Légué est un port de commerce, de pêche et de plaisance situé en Bretagne entre les villes de Saint-Brieuc et Plérin.
C'est le 5e port breton en termes d'activités.

## Géographie

### Localisation
Il s'ouvre sur la Manche au débouché du Gouët qui sépare Saint-Brieuc de Plérin.

## Histoire

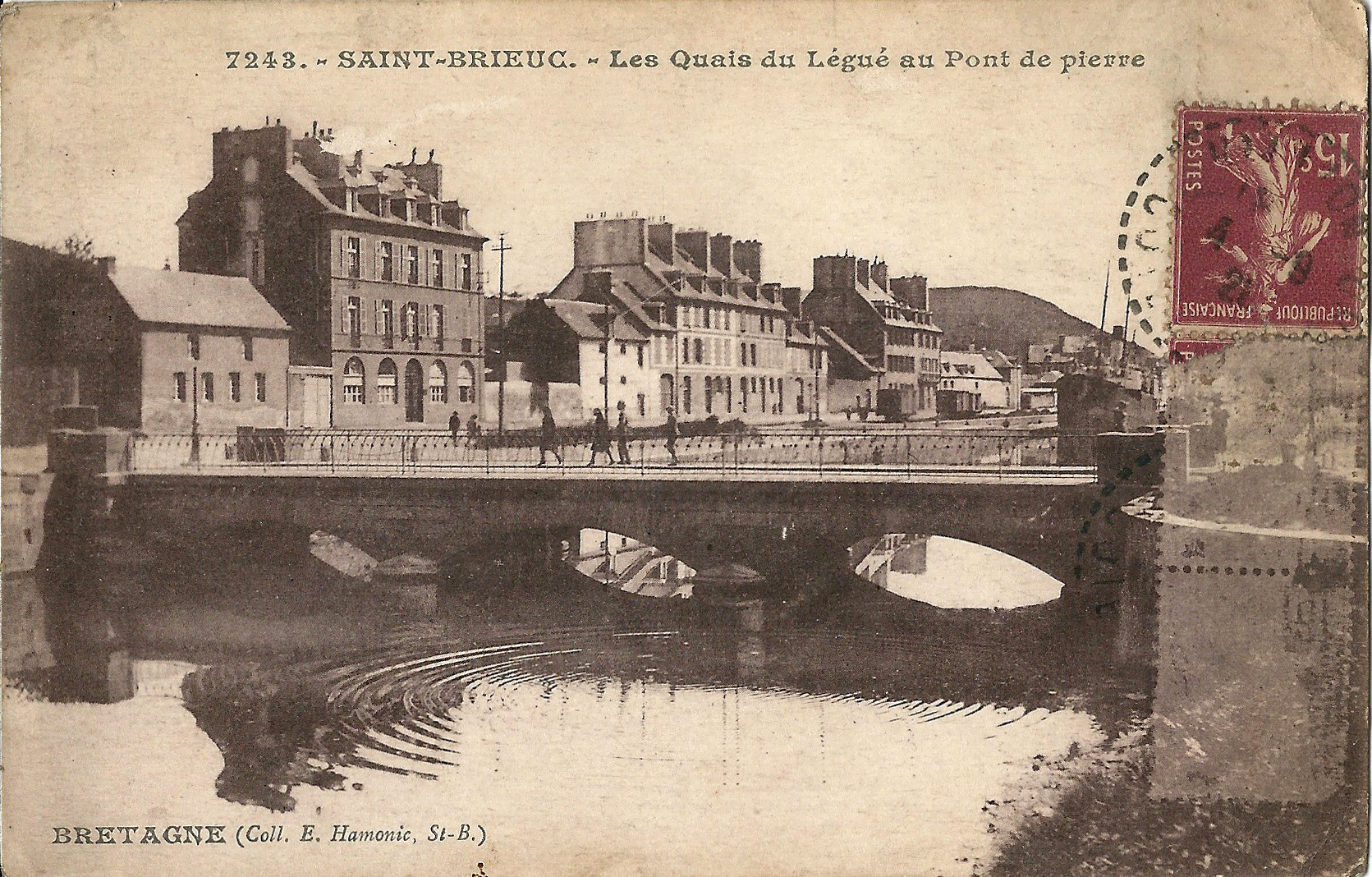
Le port du Légué vers 1920.

Fuyant en 1915 les Ardennes envahies, les frères Chaffoteaux aménagent une usine de fabrication de chaudières sur le port du Légué, dans l'ancienne fonderie Sébert. L'usine produit aussi des obus et des pièces de locomotives pendant la Première Guerre mondiale. 
C'est l'origine de la société Chaffoteaux et Maury, qui installa sa nouvelle usine à Ploufragan avant de péricliter. L'entreprise est rachetée en 2001 par le groupe italien Ariston Thermo, qui ferme l'usine de Ploufragan en 2009, ne conservant que le nom de marque "Chaffoteaux" et laissant localement un sentiment de pillage industriel. 

## Les activités

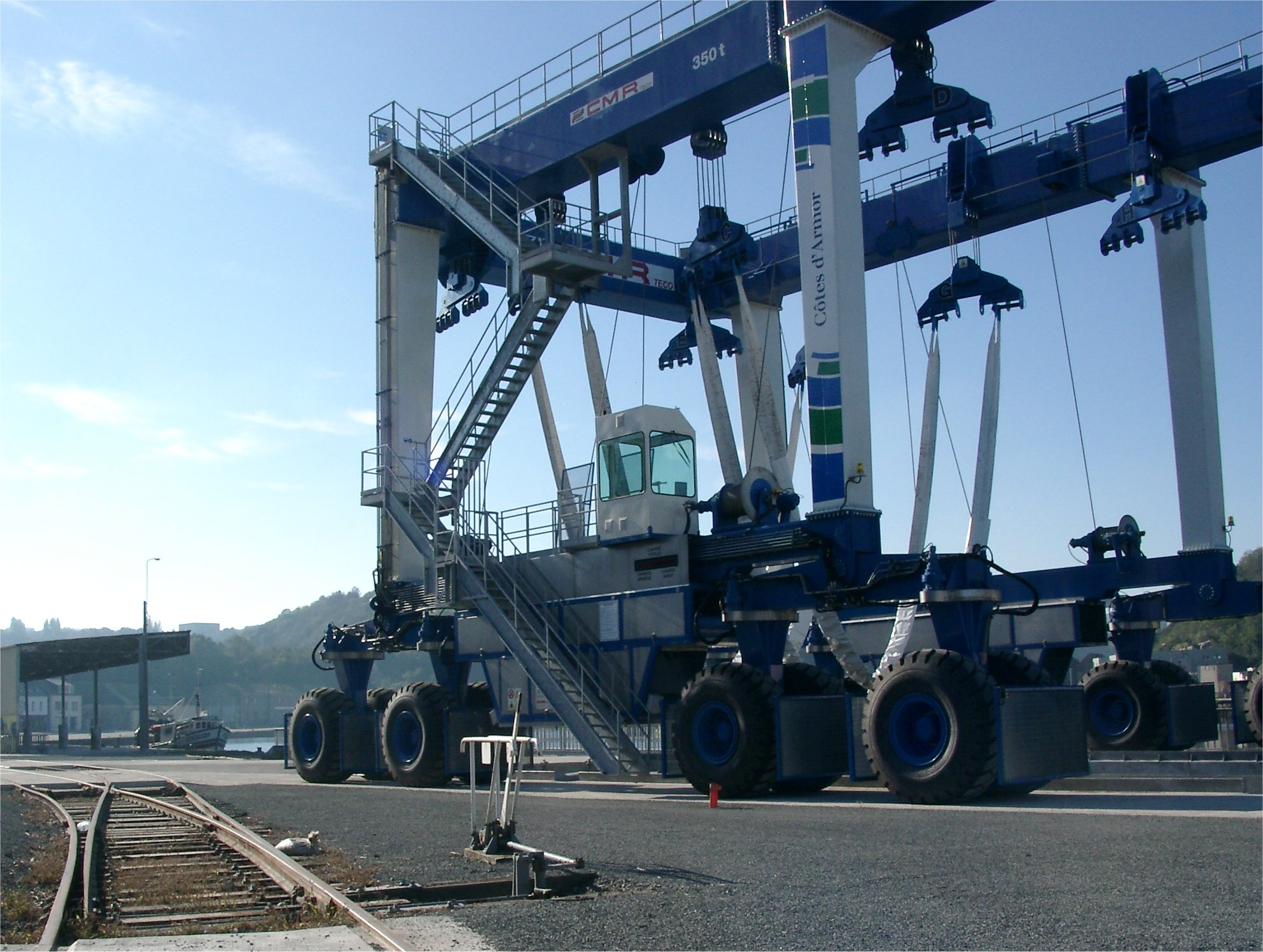
Une grue mobile.

L'activité portuaire est assez diversifiée : 
- le commerce maritime avec l'exportation de ferraille, de sables, kaolin et autre produits de carrière, et l'importation de produits agroalimentaires et de bois de construction en provenance des pays scandinaves,
- la pêche côtière et en saison la coquille Saint-Jacques,
- la réparation navale,
- le yachting avec l'Association nautique du Légué[4] et les activités commerciales annexes,
- la préservation du patrimoine maritime local avec la présence du lougre Le Grand Léjon.

## Économie

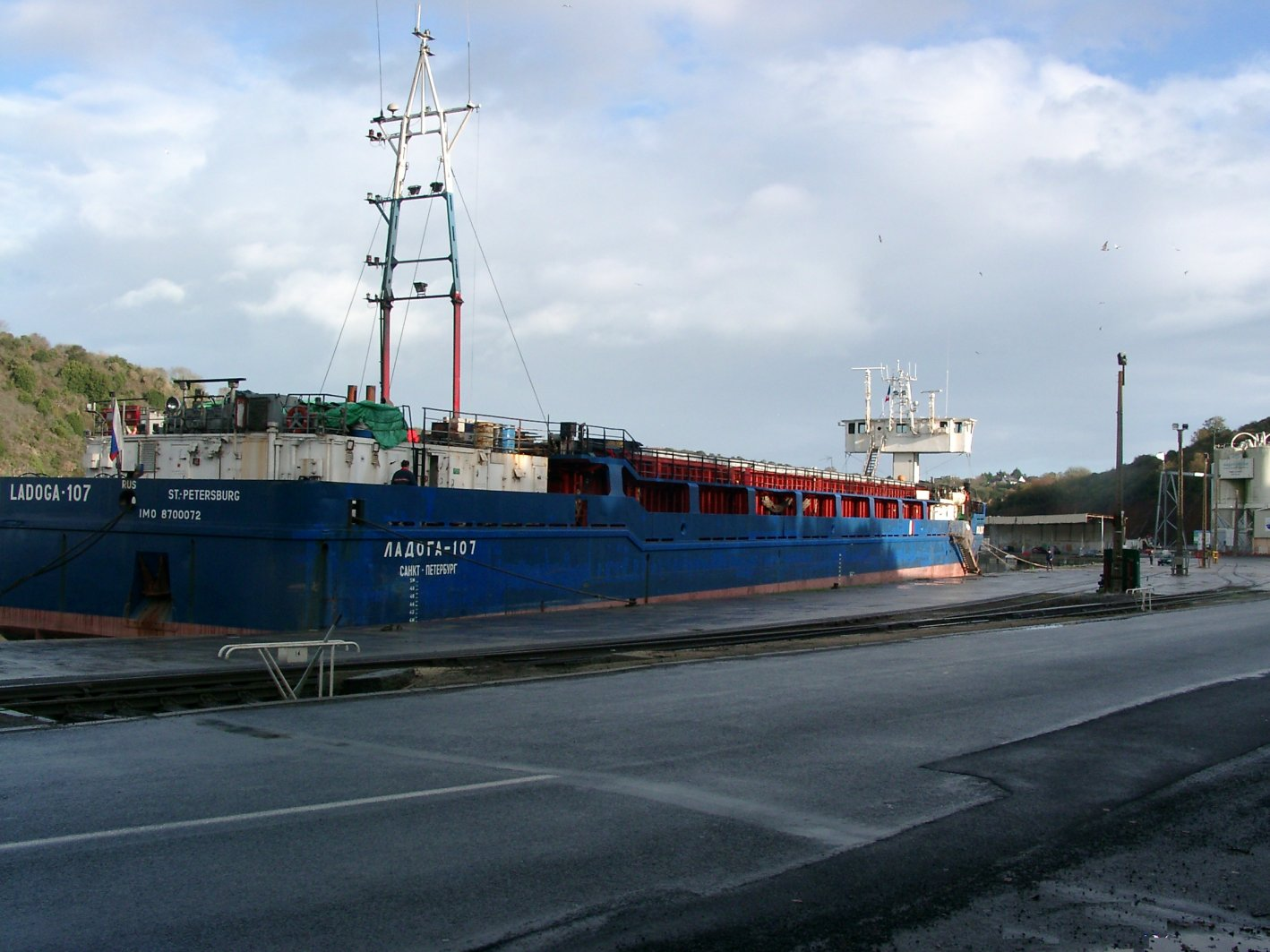
Un navire russe au Légué.

L'activité commerciale connaît une reprise d'activité depuis quelques années avec un trafic pour 2006 de 337 900 tonnes soit 236 700 tonnes d'importation et 101 200 tonnes d'exportation.
Le port est géré par la chambre de commerce et d'industrie des Côtes-d'Armor. Avec l'aide du Conseil général et de la communauté d'agglomération de Saint-Brieuc, des infrastructures ont été réalisées dans l'avant-port avec la construction d'une digue de 450 mètres et deux quais permettant désormais à des navires de 180 m et de 8 000 tonnes d'accoster.
Les navires de plus de 45 m nécessitent l’aide d'un pilote compte tenu de la topographie particulière. On accède au port par une écluse assez étroite pour les navires de plus petit tonnage, les bateaux de pêche et les yachts.
Depuis le 1er février 2007, le port de Saint-Brieuc fait partie de la Fédération des ports régionaux et locaux de la Manche regroupant des ports français de Douarnenez à Calais, des ports anglais de Penzance à Medway, les ports anglo-normands de Saint-Hélier pour Jersey et de Saint-Pierre-Port pour Guernesey et le port belge d'Ostende. L'objectif est de développer les activités commerciales en faisant mieux connaître l'ensemble des ports, mieux gérer l'environnement en créant un bureau d'affrètement régional pour éviter la circulation à vide de navires, et partager le savoir-faire en matière de sécurité maritime.

## Les projets

### Extension du port de commerce
La construction d'un 4e quai plus une aire de stockage d'environ 8 000 m² sont en projet. L'aire de stockage sera aménagé et comblé par la suite. Le coût total serait d'environ 10 millions d’euros.